# Comuna Peruștița, Plovdiv
Peruștița (în bulgară Перущица) este o comună în regiunea Plovdiv, Bulgaria, formată din orașul Peruștița. 

## Demografie
Componența etnică a comunei Peruștița
     Romi (30,68%)
     Bulgari (66,38%)
     Nicio identificare (2,62%)
     Altele (0,73%)
La recensământul din 2011, populația comunei Peruștița era de 5.058 locuitori. Din punct de vedere etnic, majoritatea locuitorilor (66,38%) erau bulgari, cu o minoritate de romi (30,68%). Pentru 2,62% din locuitori nu este cunoscută apartenența etnică.